# Половина жёлтого солнца (фильм)
Половина жёлтого солнца (англ. Half of a Yellow Sun) — фильм нигерийского режиссёра и писателя Байи Банделе, по одноимённому роману Чимаманды Нгози Адичи. В ролях такие известные актёры, как Чиветел Эджиофор, Тэнди Ньютон, Оника Онвену, Женевьева Наджи, Окечукву Укедже.

## Производство
Фильм был закончен за пять недель съёмок на студии Тинара в городе Калабар в Нигерии. Байи Банделе перечислил в качестве одних из основных проблем съёмки малярию и тиф, к тому же несколькими членам съёмочной группы становилось плохо, в том числе и Тэнди Ньютон.
Чимаманда Нгози Адичи осталась довольной адаптацией её произведения, сказав, что фильм красиво и очень хорошо сделан. Единственным её требованием были съёмки в Нигерии, что и было сделано:
Для меня абсолютно принципиальным моментом были съёмки именно в Нигерии, я на этом настаивала, когда мы обсуждали возможность экранизации книги, это, с одной стороны, придаёт большую аутентичность происходящему, во-вторых, это сообщает иной совершенно градус эмоциональной вовлеченности, который я хотела передать зрителю.
Её поддержал Байи Банделе, режиссёр-постановщик фильма:
Я целиком и полностью разделял подобную позицию, хотя, конечно, понимал, какие у нас будут проблемы со всем, в том числе с логистикой, с тем, как переправить оборудование, как организовать необходимую инфраструктуру. Но мы всё-таки решили осуществить наши планы, пусть и вопреки всем обстоятельствам и ситуациям, при этом, замечу, что у нас был очень небольшой бюджет.

## Сюжет

«Половина жёлтого солнца» на флаге Биафры

Действие фильма разворачивается на фоне гражданской войны.
В конце 1960-х годов, сёстры-близнецы Оланна (Тэнди Ньютон) и Кайнене (Аника Нони Роуз) возвращаются в Нигерию после завершения образования в Англии, и принимают решения, которые шокируют всю семью. Оланна переезжает к своему любовнику, «революционному профессору» Оденигбо (Чиветел Эджиофор) и его слуге Угву (Джон Бойега), а Кайнене берет на себя дела семьи, становится предпринимателем и влюбляется в Ричарда (Джозеф Моул), английского писателя.
В то время, как народ игбо борется за провозглашение независимости республики Биафра, сёстры оказываются в шокирующем своей жестокостью разгаре гражданской войны и предательстве, угрожающем их семье.

## В ролях
| Актёр            | Роль           |
| ---------------- | -------------- |
| Чиветел Эджиофор | Оденигбо       |
| Тэнди Ньютон     | Оланна         |
| Оника Онвену     | Мать Оденигбо  |
| Женевьева Наджи  | Миссис Адебайо |
| Окечукву Укедже  | Аньеквена      |
| Аника Нони Роуз  | Кайнене        |
| Джозеф Моул      | Ричард         |
| Джон Бойега      | Угву           |
| Хаким Кае-Казим  | Капитан ДАТСИ  |
| Роб Дэвид        | Рэдид Чарльз   |
| Бабу Сизей       | Океома         |
| Уэйл Оджо        | Шеф Оконджи    |
| Тина Мба         | Миссис Озобиа  |
| Зак Орджи        | Шеф Озобиа     |

## Прокат
Премьерный показ фильма состоялся на Кинофестивале в Торонто в 2013 году. В преддверии выхода фильма в прокат в Нигерии 26 апреля, Национальный кинематографический комитет отложил его показ, а пресс-секретарь подчеркнул, что речь не идёт о запрете, однако дистрибьюторы убеждены, что цензоры остались недовольны содержанием киноленты. В ответ, Байи Банделе сказал, что власти имели полное представление о содержании его работы.